# 中札內站

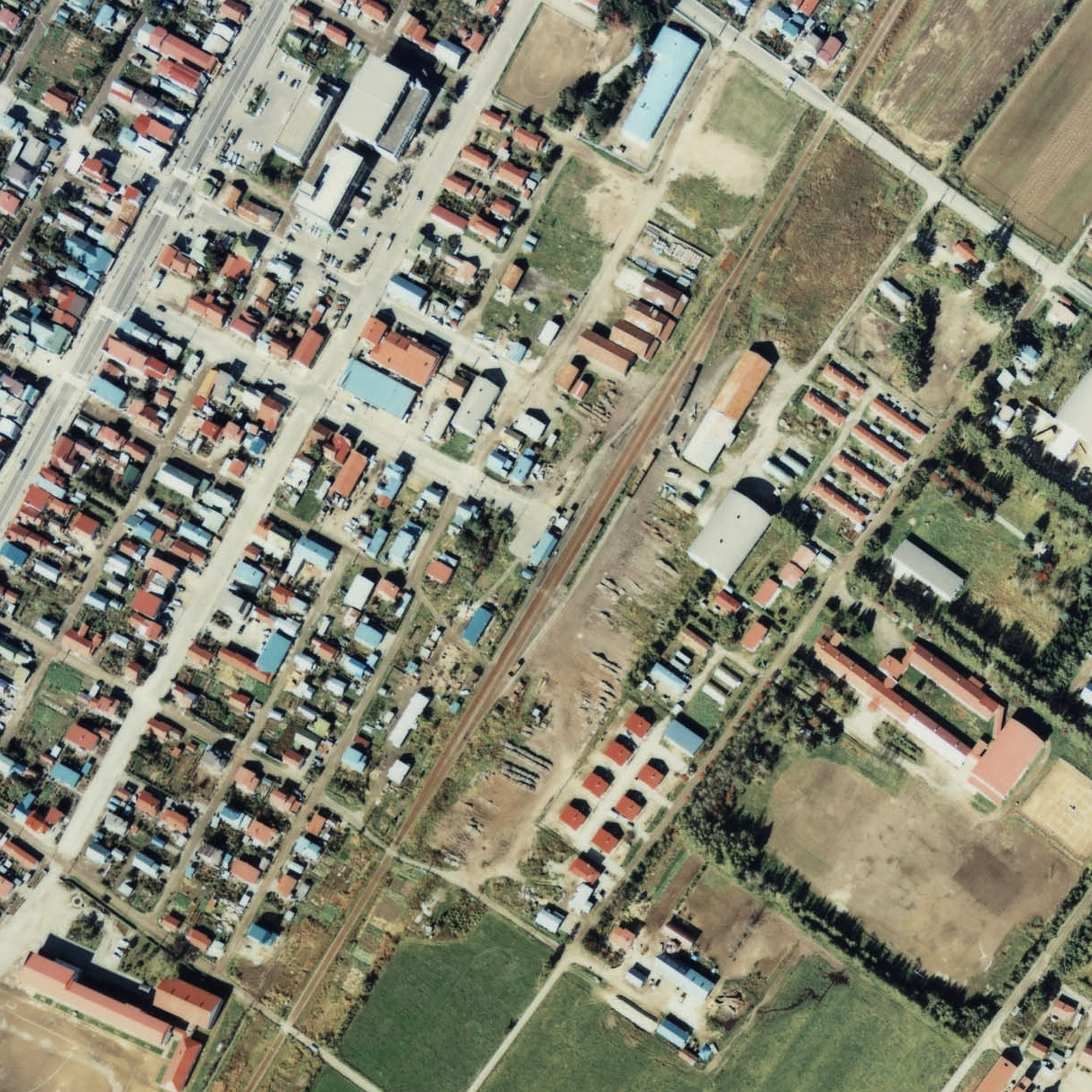
1977年的中札內站與方圓約500米範圍。下方為廣尾方向。

中札內站（日语：／ Nakasatsunai eki */?）是位於北海道河西郡中札內村字札內，日本國有鐵道（國鐵）的廣尾線車站（廢站）。隨著廣尾線全線廢線，車站在1987年（昭和62年）2月2日廢除。

## 歷史
- 1929年（昭和4年）11月2日 - 國有鐵道廣尾線 帶廣站至此站之間開通，此站啟用[1]。當時為一般車站[1]。
- 1930年（昭和5年）10月10日 - 此站至大樹站之間開通，成為中途車站。
- 1982年（昭和57年）9月10日 - 車站結束處理貨物[1]。
- 1984年（昭和59年）2月1日 - 車站結束處理行李[1]。
- 1987年（昭和62年）2月2日 - 廣尾線全線廢除，此站也廢除[1]。

## 車站構造
截至車站廢除前，此站是地面車站，設有2面2線的相對式月台，當時可進行列車交會。車站大樓一方的月台中央和對面月台南邊之間設有站內平交道連接。車站大樓一方的月台（西邊）是上行1號月台，對面月台（東邊）是下行2號月台。在對面月台外側設有1條側線。此外，在1號月台靠近帶廣一方設有路軌分支，連接車站大樓北邊的貨物月台（缺角式月台）和1條貨物側線。
此站是職員配置站。車站大樓位於站內西北方（廣尾方向的列車會開啟右邊車門），鄰接1號月台中央部分。車站大樓曾經進行翻新。

## 站名的由來
車站名稱取自所在地名。地名源自阿伊努語的「サツナイ」，其意思是「乾涸的河流」。由於車站位於札內川的中流，因此冠上了「中」字。

## 使用狀況
在1981年度（昭和56年度），1日平均上下車人次為232人。

## 車站周邊
- 北海道道321號中札內停車場線
- 國道236號（廣尾國道）[4]
- 道之驛中札內（日语：道の駅なかさつない）
- 帶廣廣尾自動車道中札內交匯處（日语：中札内インターチェンジ）
- 中札內村公所
- 帶廣警署（日语：帯広警察署）中札內駐在所
- 中札內郵局
- 帶廣信用金庫（日语：帯広信用金庫）中札內分店
- 中札內村農業協同組合（JA中札內村）
- 中札內中學
- 中札內小學
- 札內川（日语：札内川）[4]
- 十勝巴士（日语：十勝バス）中札內詢問處，「中札內」巴士站

## 現況
車站遺址建設了「鐵路紀念公園」。雖然車站大樓已經撤走，但是公園入口設置了蒸氣機車的車輪作為紀念碑、臂木式號誌機、路軌、使用瀝青鋪裝的月台還保存下來。月台旁邊設置了兩架棚車（當中一架改造為兒童向，塗上了特別的塗裝）作靜態展示。部分公園用地曾經為路軌遺址。

## 相鄰車站
日本國有鐵道
廣尾線
幸福－中札内－更別

## 注腳
1. 1 2 3 4 5 6 7  石野哲（編）. . JTB. 1998: 890. ISBN 978-4-533-02980-6 （日语）.
2. 1 2 3 4 5 6  《国鉄全線各駅停車1 北海道690駅》小學館，1983年7月，139頁。
3. ↑  札幌鉄道局編 (编). . 北彊民族研究会. 1939: 72. NDLJP: 1029473 （日语）.
4. 1 2  書籍《北海道道路地図 改訂版》（地勢堂，1980年3月發行）13頁。
5. ↑  《鉄道廃線跡を歩くVI》JTB出版，1999年3月，38-40頁。
6. ↑  《新 鉄道廃線跡を歩く1 北海道・北東北編》JTB出版，2010年4月，87頁。
7. 1 2 3  本久公洋《北海道の鉄道廃線跡》北海道新聞社，2011年9月，186-188頁。